# Cola altissima
Cola altissima är en malvaväxtart som beskrevs av Adolf Engler. Cola altissima ingår i släktet Cola och familjen malvaväxter. Inga underarter finns listade i Catalogue of Life.